# Западна провинция (Замбия)
Западната провинция е една от провинциите на Замбия. Граничи с Намибия и Ангола. Столицата ѝ е град Монгу. Площта на западната провинция е 126 386 км², а населението, според изчисления за 1 юли 2019 г., е 1 058 879 души.
Големи градове, освен столицата Ливингстън, са Каома, Сешеке и др. Провинцията е разделена на 7 района.